# Un deuil dans la famille
Un deuil dans la famille (A Death in the Family) est une bande dessinée en quatre numéros de Batman publiée par DC Comics de 1988 à 1989. L’histoire a été écrite par Jim Starlin et illustrée par Jim Aparo, tandis que Mike Mignola réalisa chaque couverture. L’histoire suit la quête de Jason Todd/Robin partit à la recherche de sa mère biologique après avoir été relevé de ses devoirs par Batman. Cependant, durant son voyage, le Joker le kidnappe, le torture et finit par le tuer. Le scénario est connu pour son système de votes passés par un numéro vert, grâce auquel les fans étaient autorisés à choisir si Jason allait survivre à la torture du Joker ou mourir.
Introduit comme le remplaçant du premier Robin, Dick Grayson en 1983, l’impulsif Jason Todd était devenu très impopulaire parmi les lecteurs. Conscient de cela, l’éditeur Dennis O'Neil imagina de laisser les fans décider de son destin, menant à la création du scénario. Pendant 36 heures, débutant le 15 septembre 1988, les lecteurs pouvaient appeler un standard pour voter en faveur de la mort ou de la survie de Jason Todd. Plus de 10 000 votes furent enregistrés, avec une majorité étroite en faveur de la mort du personnage. Dans Batman no 428, le Joker tue Todd en faisant exploser le hangar à l’intérieur duquel il est détenu en otage.
Lors de sa publication, Un deuil dans la famille attira une attention massive des médias, dont certains critiques. En rétrospective, on se souvient du scénario comme l’un des plus importants parmi les comics de Batman. Des éléments de l’histoire ont depuis été incorporés dans divers médias liés à Batman.

## Synopsis
Batman relève Jason Todd de ses devoirs de Robin à cause de sa nature impulsive. Enragé, Jason part et erre dans Gotham. Il retrouve une ancienne voisine qui lui donne de vieux papiers dans lesquels il découvre que Catherine Todd n’était pas sa mère biologique. Il décide de partir à la recherche de sa vraie mère. Sa piste le mène finalement au Moyen-Orient. Pendant ce temps, le Joker s’échappe de l’Asile d'Arkham, et Batman apprend qu’il a en sa possession une arme nucléaire qu’il prévoit de vendre à des terroristes dans un Liban déchiré par la guerre.
Batman suit le Joker au Liban, où il retrouve Jason et tous deux déjouent les tentatives des terroristes et du Joker. Après avoir interrogé une femme que Jason suspecte être sa mère, le duo voyage vers l’Éthiopie. Là, ils rencontrent l’aide humanitaire Sheila Haywood qui s’avère être la mère de Jason. Le Joker découvre que Haywood a précédemment réalisé des opérations illégales sur des adolescents à Gotham et a été rayé de l’ordre des médecins. Il utilise cette information pour la faire chanter et obtenir ainsi des fournitures médicales que son agence stocke dans un hangar proche. Il les revend sur le marché noir. Haywood l’aide et lui livre Jason.
Le Joker torture Jason en utilisant un pied-de-biche, ensuite il l’attache avec Haywood et piège le hangar avec une bombe à retardement. Batman arrive trop tard, les deux décèdent de leurs blessures. Traumatisé, il ramène leurs restes à Gotham et organise leurs inhumations. Se blâmant pour la mort de Jason, Batman jure de venger sa mort. Superman, comme porte-parole du président des États-Unis, essaie de dissuader Batman de tuer le Joker, ce dernier ayant acquis l'immunité diplomatique auprès de l'ambassadeur d'Iran. Batman continue toutefois sa quête de vengeance.

## Analyse
En écrivant pour Den of Geek, Jamie Hailstone a fait observer que « Un Deuil dans la Famille » - dans lequel le Joker forme une alliance avec le dictateur Khomeini - a été écrit au plus fort des tensions entre les États-Unis et l’Iran. Brian K. Easton de Comic Book Resources a écrit que cela a permis à l’histoire de « descendre dans les annales des rebondissements bizarres, même pour un comics de super-héros ».
Plusieurs scénaristes ont souligné que la mort de Jason amène Batman à montrer des émotions qui ne sont normalement pas associées au personnage : la douleur et le désir de vengeance. L’historien de comics, Matthew K. Manning a observé qu’au sein des comics, la mort de Jason hanta Batman pendant de nombreuses années.

## Contexte et création
Jason Todd, le second personnage à prendre l’identité de Robin, fut introduit dans Batman no 357 (mars 1983). Il était initialement présenté avec une personnalité et une origine identiques à son prédécesseur Dick Grayson. Cependant, l’histoire de Crisis on Infinite Earths qui altéra l'Univers DC et Batman: Année Un autorisèrent l’éditeur Dennis O'Neil, le scénariste Max Allan Collins et l’artiste Chris Warner à réviser son histoire et sa personnalité. Ces changements causèrent l’augmentation de l’impopularité du personnage parmi les fans durant cette période, ; à l’opposé du joyeux et optimiste Grayson, cette nouvelle caractérisation de Todd le dépeint comme un jeune grossier, impulsif et au mauvais caractère.

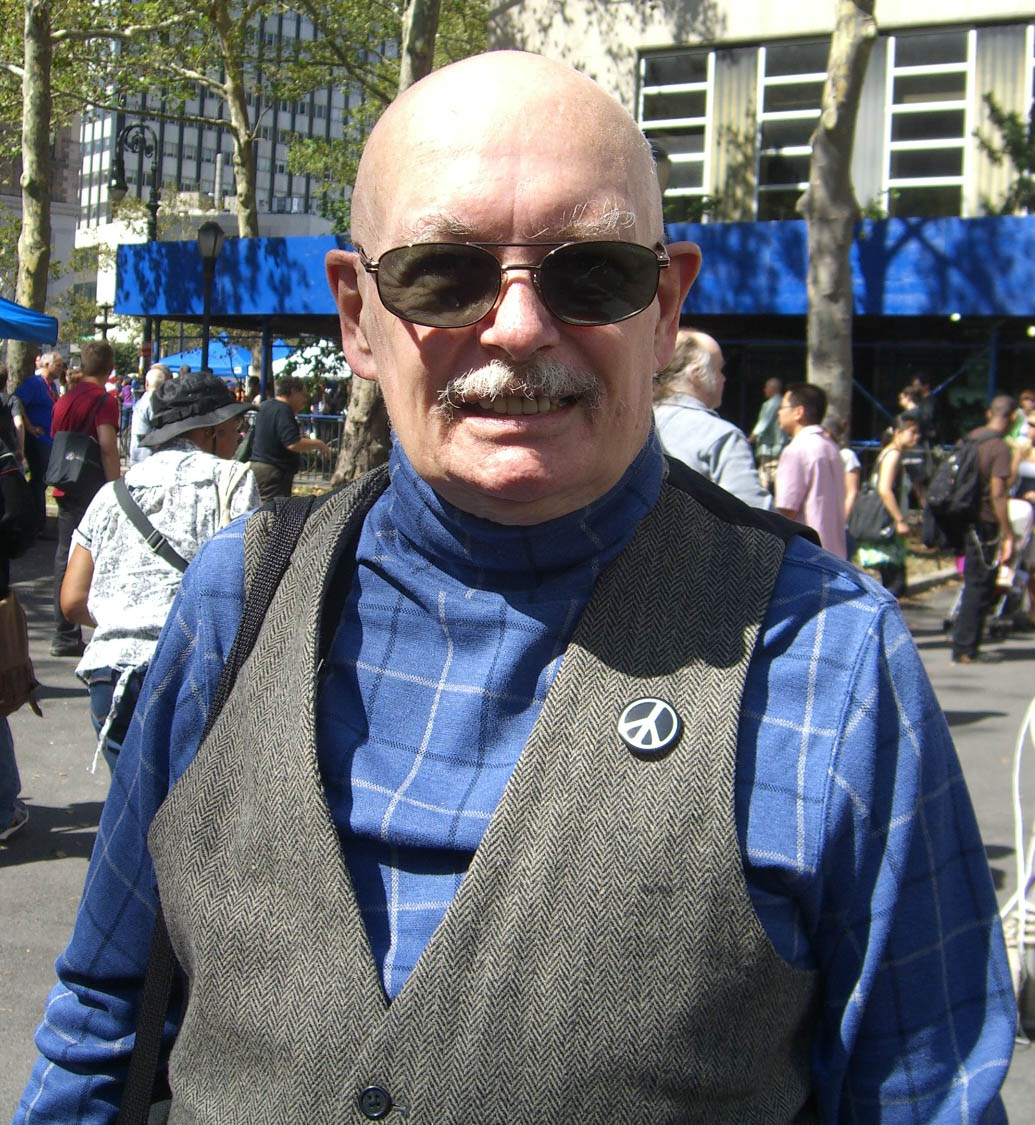
Dennis O'Neil (ici en 2009) fut celui qui proposa l'idée du vote par téléphone.

Conscient de l’impopularité de Jason Todd, Dennis O'Neil et le scénariste Jim Starlin engagent des discussions pour trouver le moyen de retirer le personnage, et peu après, commencèrent à envisager de le tuer. Durant une retraite éditoriale, O'Neil se rappela le succès d’un sketch de 1982 de l’émission Saturday Night Live, dans lequel Eddie Murphy encourageait les téléspectateurs à téléphoner pour choisir s’il allait faire bouillir Larry le Homard (en) en direct. O'Neil proposa une idée similaire pour Todd à l’éditrice Jenette Kahn, qui aima l’idée. O'Neil déclarera plus tard :
« We didn't want to waste it on anything minor. Whether Firestorm's boots should be red or yellow ... This had to be important. Life or death stuff. »
— Dennis O'Neil,  The Caped Crusade: Batman and the Rise of Nerd Culture.

« Nous ne voulions pas le gaspiller pour quelque chose de mineur. Comme si les bottes de Firestorm devraient être rouge ou jaune... Cela devait être important. Une affaire de vie ou de mort. »
— The Caped Crusade: Batman and the Rise of Nerd Culture.
Au dos du Batman no 427, une annonce présentait Batman portant un Robin gravement blessé. Dans la publicité, les lecteurs étaient avertis que Robin allait mourir de ses blessures « parce que le Joker souhaite se venger », mais qu’ils pouvaient « l’en empêcher avec un appel téléphonique ». Deux numéros 900 furent donnés : le premier (1-(900) 720-2660) permettrait à Robin de vivre, tandis que l’autre (1-(900) 720-2666) causerait sa mort. Les numéros furent actifs pendant 36 heures, débutant le 15 septembre 1988, à 8 A.M. EST et prenant fin le 16 septembre 1988, à 8 P.M. EST,. Les lecteurs devaient payer 50 cents par appel. Approximativement 10 614 votes furent exprimés durant cette période. Quand ils furent comptabilisés, les résultats finaux furent extrêmement serrés, avec 5 343 votes en faveur de la mort de Jason contre 5 271 pour sa survie - une marge de tout juste 72 votes. O'Neil admit plus tard avoir voté en faveur de Todd, car il sentait que Batman était incomplet sans Robin et craignait que tuer Todd entraînerait des répercussions.

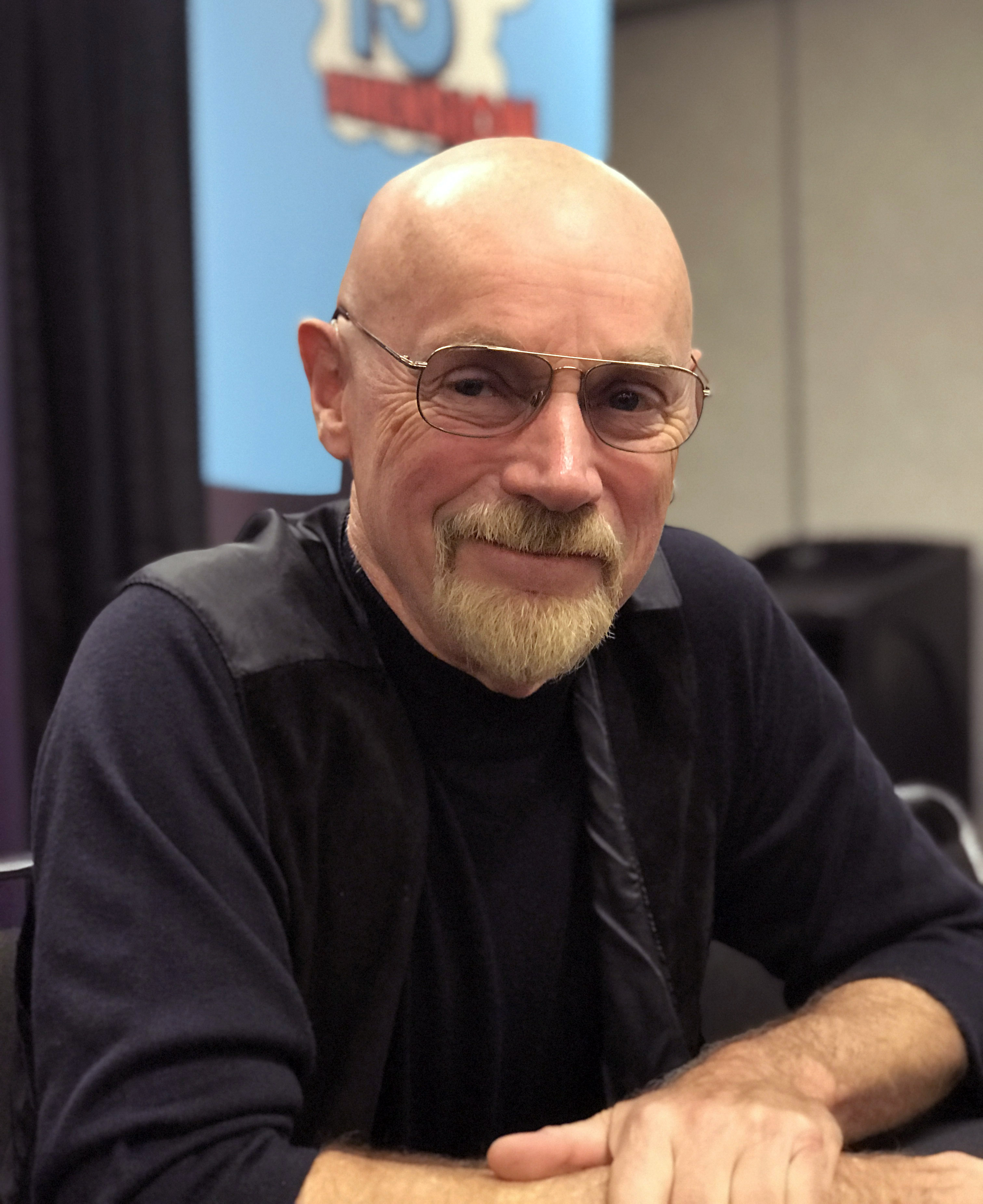
Jim Starlin fut chargé d'écrire l'histoire qui scella le destin de Jason Todd (ici à la East Coast Comicon de 2018)

« Un Deuil dans la Famille » fut écrit par Jim Starlin. Les dessins furent réalisés par Jim Aparo, encrés par Mike DeCarlo (en) et colorés par Adrienne Roy. John Costanza s’occupa du lettrage et Mike Mignola conçu la couverture de chaque numéro. L’histoire en quatre parties commence dans Batman no 426 (décembre 1988) et se conclut dans Batman no 429 (janvier 1989),. Deux versions du numéro 428 furent préparées : l’une serait utilisée si les lecteurs votent en faveur de la survie de Todd et l’autre serait utilisée s’il devait être tué ; ce fut cette dernière qui a été utilisée,.

## Réception et héritage
Quand il fut publié pour la première fois, « Un Deuil dans la Famille » généra une couverture médiatique importante et des réactions négatives à la suite de la décision de tuer Robin, un personnage de bande dessinée bien aimé et une icône de la culture populaire. Des journaux tels que USA Today et Reuters publièrent des articles dessus, ce dernier indiqua qu’un « groupe de scénaristes et d’artistes de bandes dessinées avait réussi à faire ce que les esprits les plus diaboliques du siècle... ont échoué à accomplir ». Frank Miller, l’auteur de The Dark Knight Returns (1986), fut très critique envers l’histoire, décrivant le « numéro vert » pour voter comme « la chose la plus cynique que DC ait jamais fait ». Dennis O'Neil et son équipe ont été pris au dépourvu par la quantité d’attention que l’histoire attira. D’après lui, cela dura quatre jours d’affilée, et était différent de tout ce que l'équipe avait déjà connu. Le scénario fut un bestseller aussi bien dans le format standard en kiosque que dans le format relié en librairie.
Avec le recul, Hilary Goldstein de IGN nomma « Un Deuil dans la Famille » comme l’un des meilleurs romans graphiques de Batman jamais écrit. Il décrit l'histoire comme « valant le prix de l'admission », et considéra que laisser les lecteurs voter pour le destin de Jason a été l’une des plus fortes décisions de DC. Hilary Goldstein et le contributeur du NPR, Glen Weldon étaient d’accord avec le choix de tuer Todd, tous deux sentaient que le personnage était pauvrement développé et inférieur à Grayson,. Screen Rant salua la couverture de Jim Aparo pour la version reliée, la décrivant comme « iconique » et parfaite pour montrer un moment aussi triste et sinistre. Chris Davidson de CBR critiqua l’histoire de 2013, « Le Deuil de la famille, en écrivant que "Un Deuil dans la Famille" eu des répercussions sur la Bat-famille des années durant, tandis que "Le Deuil de la famille" n’en eu aucune ».
À la suite de « Un Deuil dans la Famille », Marv Wolfman et George Pérez écrivirent « Les Morts et les Vivants (A Lonely Place of Dying) », qui introduit Tim Drake comme le nouveau Robin. Drake fut beaucoup plus populaire et mieux reçu que Todd, et finira par obtenir sa propre série. « Un Deuil dans la Famille » altéra l’univers de Batman : au lieu de tuer des passants anonymes, le Joker assassine un personnage principal des récits de Batman ; cela a eu un effet durable dans les histoires futures,. Jason Todd fut ressuscité dans le récit « Under the Hood » de 2005, dans lequel il prend l’identité du Red Hood et cherche à se venger du Joker pour les événements qui se sont déroulés dans « Un Deuil dans la Famille ». Plus tard, Todd réapparaît dans l’histoire « Battle for the Cowl » de 2009 et la mini-série de 2010, Red Hood: Lost Days, avant d’être le héros principal des deux séries Red Hood and the Outlaws.

### Nouveau vote
Le personnage de Jason Todd (joué par Curran Walters) apparaît dans la série télévisée Titans. Un an après la disparition du premier Robin, un nouveau fait son apparition et sauve Dick Grayson de cinq tueurs armés. Le 17 novembre 2018, DC Universe propose un nouveau vote pour savoir si Jason mourra ou survivra. Cette fois, plus de 17 000 votes sont comptabilisés, 70 % ont choisi la survie de Todd. Ce vote ne semble avoir aucune répercussion sur la série télévisée et paraît être un simple jeu pour tester les votants.

## Publications
L’histoire fut proposée pour la première fois en édition française reliée sous le titre de Batman: Un Deuil dans la Famille par Semic en 2003. L’édition d’Urban Comics de 2013 propose en supplément « Les Morts et les Vivants (A Lonely Place of Dying) », l’histoire de l’introduction de Tim Drake.
- 2003 : Un deuil dans la famille. Semic. Contient Batman no 426 à 429. Collection Semic Deluxe. (ISBN 978-2-8485-7044-0) . (première édition en français)
- 2013 : Batman : Un deuil dans la famille. Urban Comics. Contient Batman no 426 à 429, no 440 à 442 et New Titans no 60-61. Collection DC Essentiels.  (ISBN 978-2-3657-7208-2) .
- 2016 : Batman : Un deuil dans la famille. Eaglemoss. Contient Batman no 426 à 429. Collection DC Comics - Le Meilleur des Super-Héros (n°35). Absence d'ISBN.
- 2017 : Batman : Un deuil dans la famille. Urban Comics. Contient Batman no 426 à 429, no 440 à 442 et New Titans no 60-61. Collection DC Essentiels.  (ISBN 979-1-0268-1268-5) . (réédition avec une nouvelle couverture).

## Adaptations
- « Un Deuil dans la Famille » est mentionné dans « Emperor Joker », un épisode de Batman : L'Alliance des héros en 2010 (saison 2, épisode 19). Dans celui-ci, un Bat-Mite qui brise le quatrième mur, fait référence au comics et au numéro 900, et Batman est brièvement vu bercer Robin[16].
- L’histoire a été brièvement présentée dans une séquence flashback durant les premières minutes du film d’animation Batman et Red Hood : Sous le masque rouge (2010)[17].
- L’histoire est aussi citée dans les films du DC Extended Universe, Batman v Superman : L'Aube de la justice et Suicide Squad (tous deux de 2016), lesquels font allusion au fait que le Joker et Harley Quinn ont tué Jason Todd avant les événements des films[18],[19].
- Les comédiens de Batman: The Animated Series, Kevin Conroy (Batman) et Mark Hamill (le Joker), ont annoncé la production d’une adaptation animée de « Un Deuil dans la Famille » durant le panel de la Fan Expo du Canada en 2016[20]. Le film sort finalement en octobre 2020 en direct-to-video sous forme de film interactif. Le spectateur se voit proposer plusieurs choix au cours du visionnage et influe ainsi sur la fin du film[21],[22].
- Dans le jeu Batman: Arkham Knight, la torture et l'exécution supposées de l'ancien Robin des mains du Joker prennent une place primordiale, puisque l'un des deux ennemis principaux du jeu aux côtés de l'Épouvantail n'est autre que Jason Todd voulant se venger de Batman pour l'avoir abandonné entre les griffes de sa Némésis[23].